# Juan Rejón
Juan Rejón (¿?, Reino de León-1481, La Gomera) fue un hidalgo y conquistador castellano conocido por su participación en la conquista de la isla de Gran Canaria en el archipiélago de Canarias en nombre de los Reyes Católicos a finales del siglo XV.
Está considerado como el fundador de la ciudad de Las Palmas de Gran Canaria.
Durante la conquista obtendrá las primeras victorias sobre los aborígenes, pero pronto se verá envuelto en varias disputas con otros líderes conquistadores hasta que finalmente muere en las islas a consecuencia de dichos enfrentamientos.

## Biografía

### Orígenes y primeros años
Pocos datos se conocen sobre Juan Rejón anteriores a sus hechos en Canarias. La mayoría de los autores coinciden en que era originario del reino de León, aunque la crónica de la conquista de Gran Canaria atribuida a Antonio Cedeño dice que era natural del Condado de Niebla, mientras Juan de Abréu Galindo apunta a que su origen estaba en el reino de Aragón. Lo cierto es que su linaje se había establecido en la villa de Medina del Campo desde comienzos del siglo siglo XV.
Según nota de los editores de la obra del historiador José de Viera y Clavijo, Juan Rejón era «de familia ilustre y educado desde su niñez en el ejercicio de las armas». Gregorio Chil y Naranjo indica que era «hombre de gran valor y reputado perito en la guerra por las numerosas campañas adquiridas sobre los moros y sobre el Rey de Portugal en sus pretensiones a la Corona de Castilla», si bien el profesor Juan Álvarez Delgado asegura que estos hechos de armas por parte de Rejón no constan en la historia. Las crónicas de la conquista lo definen como «onbre de mucho valor y prudencia y esfuerso».
Por la documentación coetánea se sabe que por lo menos en 1476 era vecino de la ciudad de Sevilla, y que era contino o criado real al servicio de Isabel I de Castilla.
Era hermano de mosén Hernando Rejón, miembro de la orden de Calatrava y su comendador de Moratalaz, así como capitán de la artillería real al servicio de Alfonso de Aragón primero y de los Reyes Católicos después.

### Establecimiento de la Santa Hermandad en Andalucía
En diciembre de 1476 Juan Rejón fue nombrado por la reina Isabel diputado general y ejecutor de la recién creada Santa Hermandad para «que podades requerir y rescebir ha Hermandad todas las cibdades y villas y logares de los Regnos de Castilla y del Andalucia y de la provincia de Leon de Santiago con toda Extremadura y cibdades y villas e logares de sus comarca». Poco después es enviado junto al cronista Alonso de Palencia y Pedro del Algaba a Sevilla para sondear la opinión de los vecinos y autoridades locales sobre el establecimiento de la Hermandad. Aunque recibieron buena disposición del clero, los regidores no consintieron sin la aprobación del duque de Medina Sidonia. Este no solo no aceptó, sino que incluso amenazó a Rejón y a Algaba con degollar, teniendo estos que refugiarse en el convento de San Pablo. Finalmente, Alonso de Palencia logró calmar los ánimos y la Hermandad quedó establecida en junio de 1477.

### Conquista de Gran Canaria
Fundación del real de Las Palmas y primeros encuentros con los aborígenes

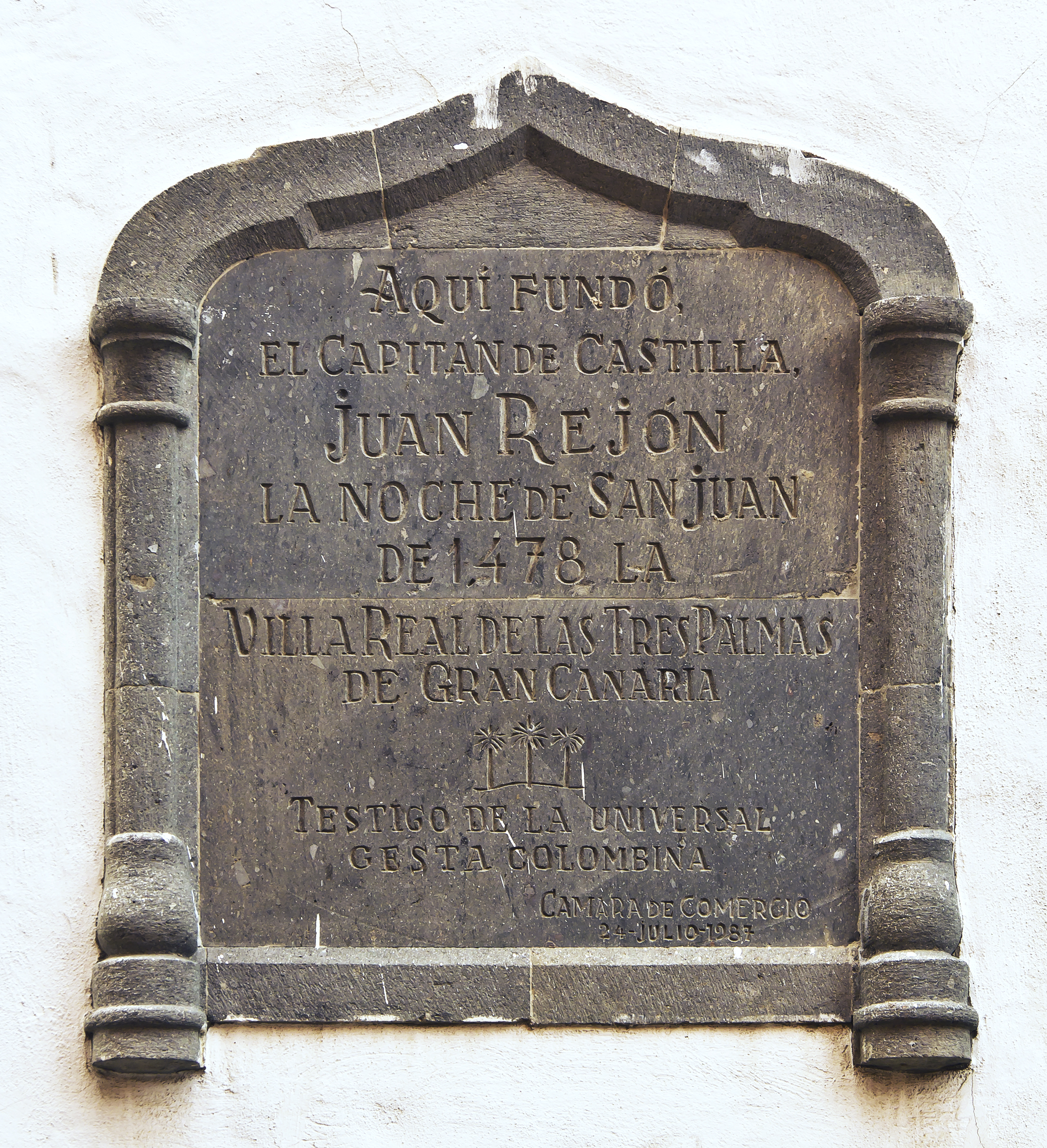
Placa sobre la fundación de Las Palmas de Gran Canaria, situada en la ermita de san Antonio abad en el barrio de Vegueta, lugar donde se asentó el real de la conquista en 1478.

A comienzos de 1478 los Reyes Católicos capitulan con fray Juan de Frías, obispo de Rubicón, la conquista de Gran Canaria, nombrándose como jefes de la misma al deán Juan Bermúdez en representación del obispo, y a Juan Rejón.
La armada, formada por diez o doce naves con mil trescientos soldados, arribó a la bahía de las Isletas el 24 de junio de 1478. Aunque en un primer momento los conquistadores planeaban instalar su campamento en Gando, en las proximidades del importante poblado canario de Telde, finalmente lo establecen en la margen derecha del barranco de Guiniguada por consejo de Fernán Guerra, adalid mayor, y de Juan de Telde, un aborigen que había venido con ellos. Rejón funda entonces el real de Las Palmas, germen de la moderna ciudad de Las Palmas de Gran Canaria.
Pocos días después de su llegada, mientras aún están fortificando el real, Rejón y los suyos son atacados por el rey o guanarteme de Telde y el caudillo o guaire Adargoma con quinientos canarios, librándose la batalla del Guiniguada. Rejón se enfrenta en combate singular con Adargoma, que hacía estragos entre los conquistadores, hiriéndole y posibilitando que fuera hecho prisionero. Ante esto y las bajas sufridas, los canarios se retiran al interior de la isla.
Ataque portugués
El 27 de julio de 1478 se presentó en la bahía de las Isletas una armada portuguesa que, aliada con los canarios, pretendía expulsar a los castellanos. Rejón envió a un grupo de hombres a tender una emboscada a los portugueses, los cuales fueron muertos nada más tocar tierra. Después de varios días intentando de nuevo el desembarco, los portugueses se retiran de la isla derrotados. Conocida por Rejón y los demás jefes la colaboración de los canarios con los portugueses, resolvieron quemar los higuerales y las sementeras, lo que provocó que muchos aborígenes fueran al real a pedir ser cristianos y rendirse.
Enfrentamientos entre los conquistadores
Al poco tiempo surgen desavenencias entre los partidarios de Rejón y los del deán Bermúdez, creándose dos bandos en el real. Según las crónicas de la conquista, los partidarios del deán sentían envidia de que todo el triunfo de la conquista se lo llevara Rejón. Estas rencillas comienzan a ralentizar tanto la conquista que los reyes envían como gobernador de la isla a Pedro del Algaba a finales de 1478 con la intención de que mediara. Abréu Galindo indica que las desavenencias fueron provocadas por ciertos vasallos de los señores de Canarias Diego García de Herrera e Inés Peraza que habían venido con Rejón a la conquista, y que habían provocado con sus denuncias la conocida como «pesquisa de Cabitos»
que determinó la propiedad de las islas conquistadas y aún por conquistar, arrebatando al señorío las islas de Gran Canaria, Tenerife y La Palma a favor de la corona.
A comienzos de 1479 el gobernador Algaba envía a Rejón a la isla de Lanzarote para pedir mantenimientos a Diego de Herrera, pero este no acepta ayudar a Rejón porque venía acompañado de los vasallos desafectos anteriormente citados. De vuelta en Gran Canaria, Rejón se queja de la actuación de Herrera, diciendo que se vengaría. Algaba le llama la atención por sus palabras, a lo que el capitán contesta que él era «el todo en esta conquista». Al día siguiente, Algaba y Bermúdez le tienden una celada y lo toman prisionero por no acatar órdenes y creerse jefe único de la conquista, ante el descontento de los soldados leales al capitán. Finalizado el proceso, Algaba envía a Rejón a la corte para que fuera juzgado por los reyes.

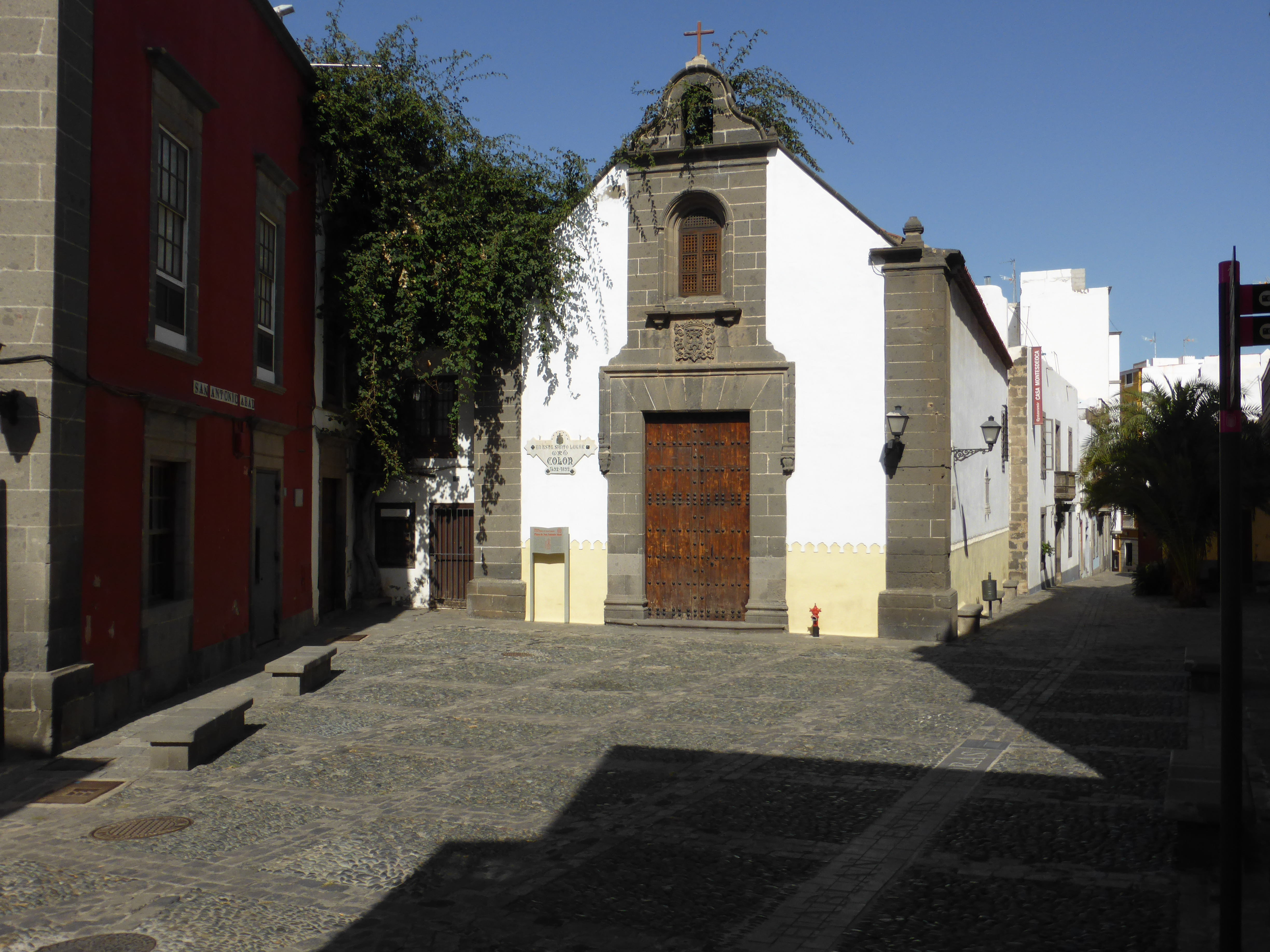
En la plaza frente a la ermita de santa Ana fue ejecutado Pedro del Algaba por orden de Juan Rejón en mayo de 1480.

Una vez en la corte, Rejón es restituido en su posición de capitán de la conquista por los comisarios de los reyes en la empresa Diego de Merlo y Alfonso de Palencia, siendo enviado de vuelta con refuerzos. Arriba de nuevo a Gran Canaria en verano de 1479 junto al obispo fray Juan de Frías, el alcalde mayor de Gran Canaria Esteban Pérez de Cabitos y el marino Pedro Hernández Cabrón. A pesar de la intercesión del obispo, vuelven a sucederse las desavenencias entre los dos bandos. Así, después de varias derrotas de los conquistadores en los territorios de Tirajana y Gáldar, Algaba y los religiosos envían a Rejón de nuevo a Sevilla para recabar nuevos refuerzos.
Llegado ante los reyes, Rejón acusa a Algaba de querer vender la isla a los portugueses. Vuelve entonces a la isla, llegando el 2 de mayo de 1480 y entrando secretamente en el real. El día 3 de mayo Rejón manda prender a Algaba y a Bermúdez al salir de misa en la ermita de santa Ana. Rejón inicia entonces un proceso contra Algaba, acusándolo de alta traición, del que resulta muerto el gobernador y desterrados Bermúdez y sus partidarios a La Gomera.
Llegada del gobernador Pedro de Vera y destitución de Rejón
El 18 de agosto de 1480, Rejón y los suyos pretenden hacer una entrada en el territorio de Tamaraceite, pero justo cuando iniciaban la marcha apareció una nave frente a las costas de la isla. Vuelto al real, Rejón descubre que en ella viene Pedro de Vera, nombrado por los Reyes Católicos nuevo gobernador de Gran Canaria, capitán de su conquista y alcaide de la fortaleza de la isla en sustitución de Pedro del Algaba.
Rejón recibió de mala gana a Vera. El nuevo gobernador, sabiendo lo ocurrido con Algaba, manda arrestar a Rejón y lo procesa, enviándolo ante los reyes. Una vez en la corte, los reyes lo indultan ordenándole que volviera a Canarias y fuera a conquistar las islas de La Palma y Tenerife.

### Regreso a Canarias y fallecimiento

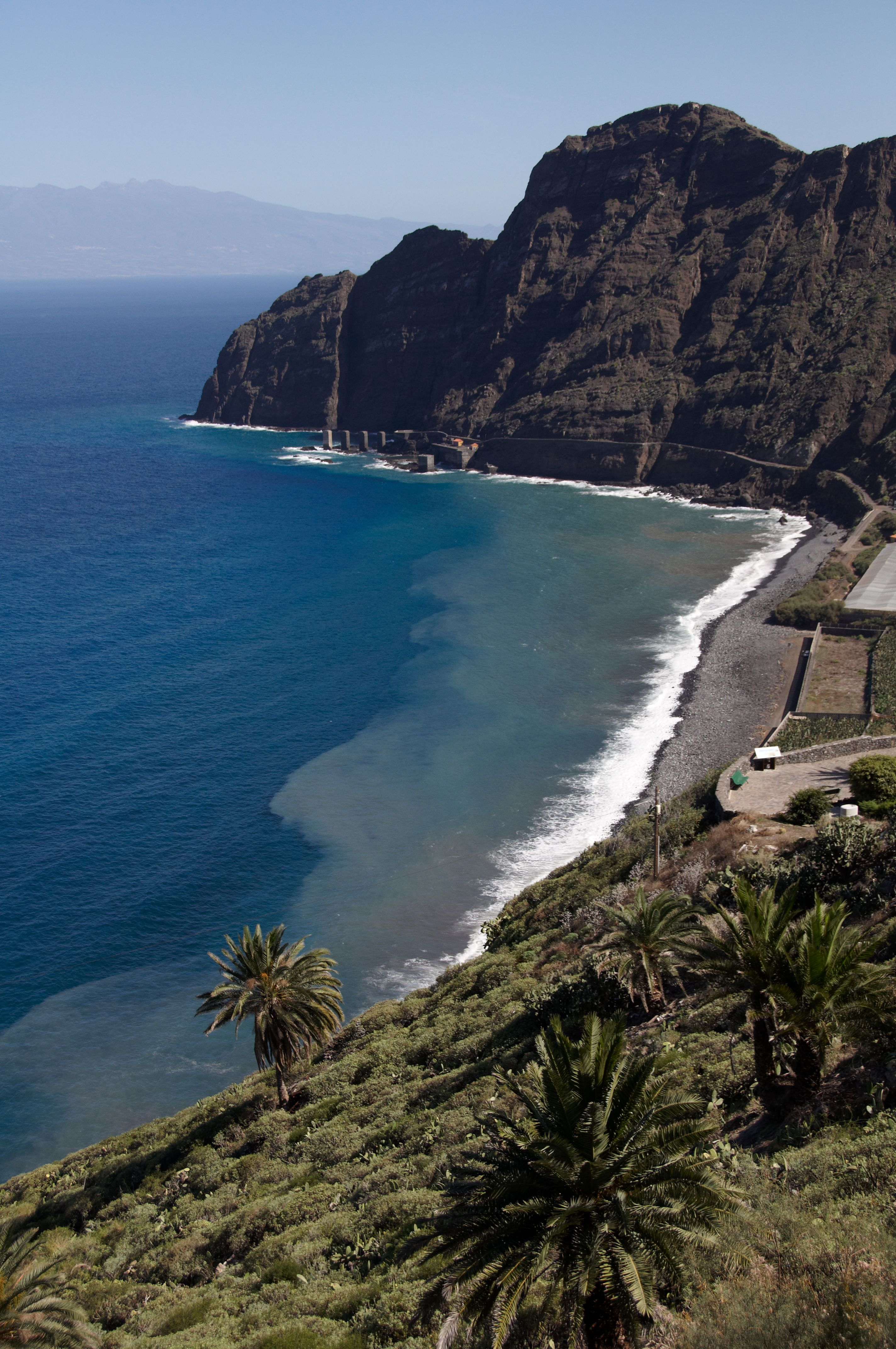
Costa de Hermigua en la isla de La Gomera, donde las crónicas indican que fue asesinado Juan Rejón por los vasallos de Hernán Peraza el Joven.

Los comisarios de los reyes en la conquista de Canarias, Diego de Merlo y Alonso de Palencia, dan a Rejón un nuevo ejército formado por trescientos peones y veinte jinetes para la conquista de La Palma y Tenerife. Parte Rejón del puerto de Cádiz con sus hombres, su mujer y sus hijos menores, arribando al puerto de las Isletas hacia mayo de 1481. Pedro de Vera rehúsa dejarlos desembarcar, y, tras ser persuadido Rejón por su cuñado Alonso Jáimez, siguieron rumbo a La Palma.
En camino las naves sufren las consecuencias de una tormenta, arribando a la isla de La Gomera.
Rejón desembarca en la isla con su familia y pocos hombres, siendo bien recibido por los gomeros. Sin embargo, el señor de la isla Hernán Peraza el Joven, hijo de Diego de Herrera con quien Rejón se había enemistado en Lanzarote años atrás, envía a varios vasallos para prender a Rejón y traerlo a su presencia. Rejón se niega, enfrentándose los bandos y siendo muerto el capitán conquistador al ser atravesado por una lanza.
El cuerpo de Rejón fue trasladado a la villa de San Sebastián de dicha isla y sepultado en la capilla mayor de la primigenia ermita de la Asunción.

## Matrimonio y descendencia
Juan Rejón estaba casado con la aragonesa Elvira de Sotomayor, hermana del alférez mayor de la conquista de Gran Canaria Alonso Jáimez de Sotomayor. El matrimonio tenía, según el cronista Alonso de Palencia, un solo hijo, aunque fuentes posteriores apuntan hasta cuatro, teniendo el mayor a la muerte de su padre doce años.

## Homenajes

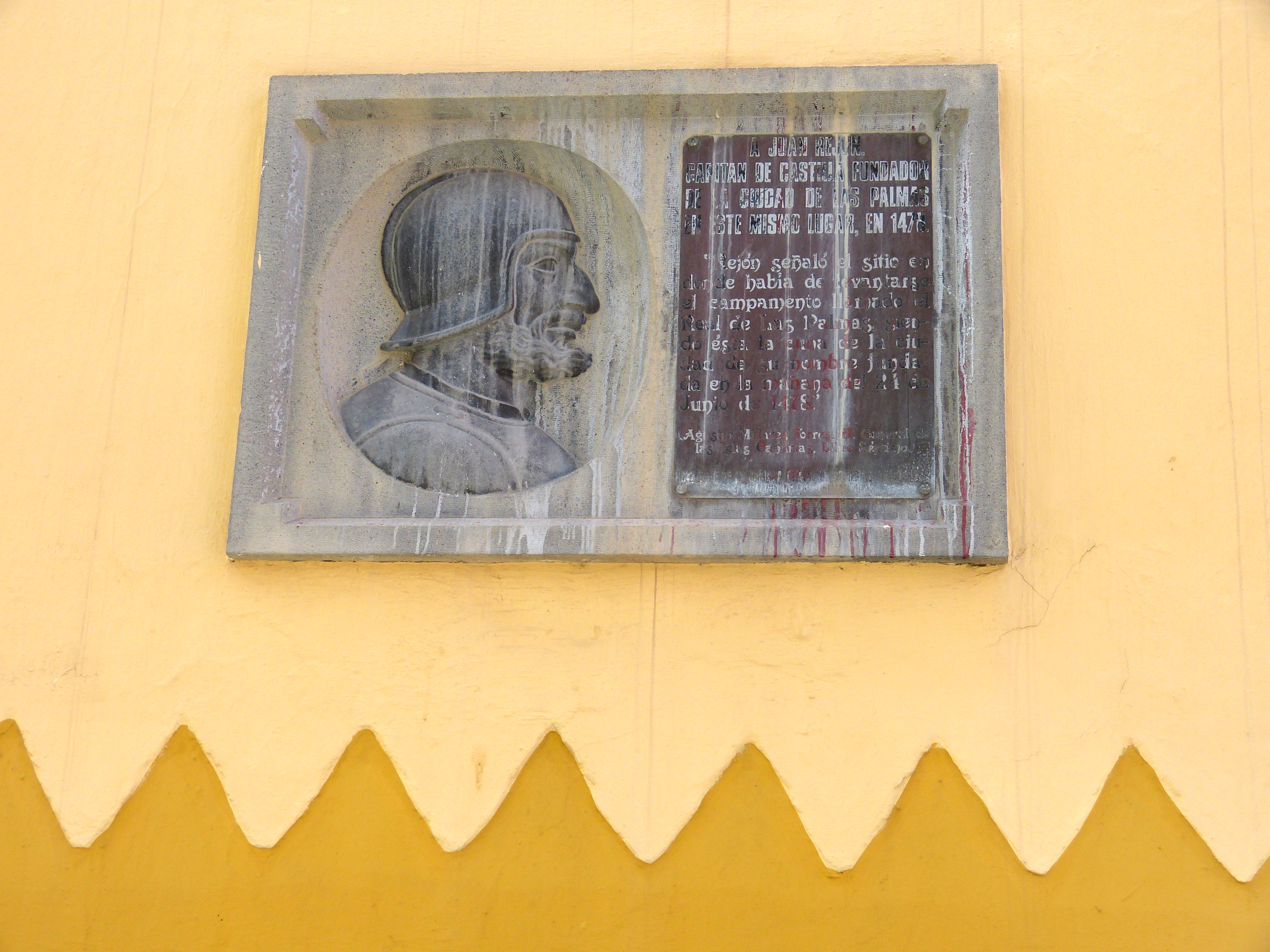
Placa conmemorativa con la efigie de Juan Rejón en homenaje por ser el fundador de Las Palmas de Gran Canaria.

Varias vías de comunicación del archipiélago fueron nombradas a lo largo del XX en memoria del conquistador Juan Rejón. En la isla de Gran Canaria se encuentran calles de Juan Rejón en el barrio capitalino de La Isleta, y en los municipios de Gáldar, Ingenio, Moya, Santa Lucía de Tirajana y Telde. En Lanzarote se localiza en Arrecife, en Fuerteventura en Puerto del Rosario y en La Gomera en Valle Gran Rey.
También posee una placa conmemorativa con su efigie en piedra en la fachada del museo de la Casa de Colón, obra del escultor Santiago Vargas. Fue colocada en 1988 en el 510 aniversario de la fundación de la ciudad con la siguiente inscripción:

A Juan Rejón, capitán de Castilla fundador de la ciudad de Las Palmas en este mismo lugar, en 1478. Rejón señaló el sitio en donde había de levantarse el campamento llamado el Real de Las Palmas. Siendo esta la cuna de la ciudad de su nombre fundada en la mañana del 24 de Junio de 1476. (Agustin Millares Torres; Ha. General
las Islas Canarias, Libro Septimo.)

En 2003, con motivo del 525 aniversario de la fundación de Las Palmas de Gran Canaria, las autoridades locales colocaron otra placa conmemorativa sobre un soporte en el parque del castillo de la Luz con la leyenda: «El 24 de junio de 1478 el Capitán Juan Rejón tras desembarcar en las playas de La Isleta y dirigirse al Guiniguada, fundó esta ciudad».
Además, su nombre quedó fijado en la toponimia insular de Lanzarote, donde se encuentra la denominada Boca de Juan Rejón en el entorno de los arrecifes del litoral capitalino.